# قرفوليات
قرفوليات (الاسم العلمي: Caryophylliidae)، فصيلة حيوانات بحرية من المرجان الصلب.أعطانها في البحار الاستوائية والبحار المعتدلة. توجد في المياه الضحلة إلى المياه الشديدة العمق.